# Турула Євген Теодорович
Євге́н Теодо́рович Туру́ла (4 січня 1882, Бережани — 3 грудня 1951, Вінніпег, Канада) — український диригент, педагог і композитор, український греко-католицький священик (до 1934 року).

## Життєпис
Початкову музичну освіту здобув під час навчання у Львівській духовній семінарії, де вивчав як обов'язкові предмети теоретичні основи музики й диригування. Крім того брав приватні уроки гри на фортепіано та скрипці. Це дозволило йому керувати 1904—1905 семінарським хором, з яким він виступав на Шевченківських святах. Разом із закінченням семінарії у 1906 він одночасно склав іспит на отримання диплома учителя музики й співу в середній школі у Львівській консерваторії. У тому ж році Євген Турула одружився, висвятився на священика й був призначений сотрудником на парафії в Журавно Жидачівського деканату (1906—1907 рр.).
У Теребовлі в 1908—1914 роках крім виконання обов'язків священика, працював катехитом Теребовлянської гімназії, де організував учнівський чоловічий хор, з яким у 1906 році їздив до Єрусалима. Одночасно отець Євген Турула очолив місцевий хор товариства «Просвіта». Також створив і організував роботу духового оркестру в Теребовлі.
Також отець Турула займався композиторською діяльністю. Так у 1914 під час Шевченківського концерту у Львові під його керівництвом об'єднаний чоловічий хор з 200 співаків, виконав його кантату «Честь тобі, Кобзарю» (соло виконувала відома професійна співачка, «буковинський соловей» Філомена Лопатинська). Виконував сольні твори Миколи Лисенка, о. Кирила Стеценка, Дениса Січинського, о. Віктора Матюка, Владислава Заремби та власні композиції.
З початком Першої світової війни був мобілізований до австрійської армії й призначений капеланом; виконував функції духовного наставника українських вояків та диригента стрілецького хору. 1914—1918 співробітник Союзу Визволення України й організатор хорів у таборі полонених українських вояків у Фрайштадті, 1920—1923 у Берліні, де закінчив консерваторію (диригентський відділ).
У 1923 році, на запрошення єпископа Никити Будки, переїхав до Канади. Організатор хору «Канада». У 1934 році він залишив священичий сан і відкрив у Вінніпезі музичну школу, де працював диригентом і педагогом понад 20 років.
Помер у Вінніпезі 3 грудня 1951 року.

## Творчість
Як композитор, професор Євген Турула створив понад 40 п'єс для скрипки, 10 — для фортепіано, 12 — для оркестру, 20 творів — для чоловічого хору, 8 — для жіночого, 7 — для дуетів.
Збірки укладу Турули під назвою «Україна» виходили у видавництві «Україна». Накладня в 1920-их pp. («Колядки і щедрівки», «Танкові пісні», «Співи і думи», «Українські воєнні пісні», «Українські танці і чабарашки») і в Канаді («Пісня старого мельника» і «Canada over all»).
У 1926 році вийшов «Шкільний співаник» у 3-х частинах, який був перевиданий під назвою «Жайворонок». Окрім цього, Євген Турула — автор статей на музичні теми: «Музика й спів між українцями в Канаді», «Як мають наші діти вчитися музики». З літературних творів цікаве його оповідання «До Зарваниці».